# Chamaeangis
Genre
Chamaeangis Schltr. est un genre d'Orchidées. Selon certaines classifications, le genre est considéré comme un synonyme de Diaphananthe.

## Liste d'espèces
Selon GRIN (18 décembre 2017) :
- Diaphananthe fragrantissima (Rchb. f.) Schltr.

Selon The Plant List (18 décembre 2017) :
- Chamaeangis gabonensis Summerh.
- Chamaeangis ichneumonea (Lindl.) Schltr.
- Chamaeangis lanceolata Summerh.
- Chamaeangis lecomtei (Finet) Schltr.
- Chamaeangis letouzeyi Szlach. & Olszewski
- Chamaeangis odoratissima (Rchb.f.) Schltr.
- Chamaeangis sarcophylla Schltr.
- Chamaeangis spiralis Stévart & Droissart
- Chamaeangis thomensis (Rolfe) Schltr.
- Chamaeangis vagans (Lindl.) Schltr.
- Chamaeangis vesicata (Lindl.) Schltr.

Selon Tropicos (18 décembre 2017) (Attention liste brute contenant possiblement des synonymes) :
- Chamaeangis boutonii Garay
- Chamaeangis coursiana H. Perrier
- Chamaeangis dewevrei (De Wild.) Schltr.
- Chamaeangis divitiflora Schltr.
- Chamaeangis gabonensis Summerh.
- Chamaeangis gracilis (Thouars) Schltr.
- Chamaeangis hariotiana Schltr.
- Chamaeangis hildebrandtii (Rchb. f.) Garay
- Chamaeangis humblotii (Rchb. f.) Garay
- Chamaeangis ichneumonea (Lindl.) Schltr.
- Chamaeangis kloetzlianum Szlach. & Olszewski
- Chamaeangis lanceolata Summerh.
- Chamaeangis lecomtei (Finet) Schltr.
- Chamaeangis letouzeyi Szlach. & Olszewski
- Chamaeangis odoratissima (Rchb. f.) Schltr.
- Chamaeangis oligantha Schltr.
- Chamaeangis orientalis Summerh.
- Chamaeangis pauciflora Pérez-Vera
- Chamaeangis pobeguini (Finet) Schltr.
- Chamaeangis sarcophylla Schltr. ex Prain
- Chamaeangis schliebenii Mansf.
- Chamaeangis spiralis Stévart & Droissart
- Chamaeangis thomensis Schltr.
- Chamaeangis urostachya Schltr.
- Chamaeangis vagans (Lindl.) Schltr.
- Chamaeangis vesicata (Lindl.) Schltr.